# یاروخوو
یاروخوو (به لاتین: Jarochów) یک روستا در لهستان است که در گمینا داشنا واقع شده‌است.